# Harry Hamlin
Harry Robinson Hamlin (Pasadena, 30 de outubro de 1951) é um ator e escritor norte-americano.
Em 2009, interpretou Marty Dunn na série Harper's Island.
Interpretou o personagem Aaron Echolls na série Veronica Mars.
Ele também interpretou Perseu em Fúria de Titans em 1981, e fez filmes somente para TV.
Ele é casado com a atriz Lisa Rinna com que tem duas filhas. Atualmente vive nos Estados Unidos.

## Filmográfia
- The Taming of the Shrew (1976)
- Movie Movie (1978)
- Studs Lonigan (1979)
- King of the Mountain (1981)
- Clash of the Titans (1981)
- Making Love (1982)
- Blue Skies Again (1983)
- Master of the Game (1984)
- Space (1985)
- Maxie (1985)
- The Hitchhiker (1986)
- Laguna Heat (1987)
- Mickey's 60th Birthday (1988)
- Favorite Son (1988)
- Dinner at Eight (1989)
- Deceptions (1990)
- Deadly Intentions... Again? (1991)
- L.A. Lay (1986-1991)
- Deliver Them from Evil: The Taking of Alta View (1992)
- Batman: A Serie Animada (1992)
- The Legend of Prince Valiant (1992)
- Poisoned by Love: The Kern County Murders (1993)
- Under Investigation (1993)
- In the Best of Families: Marriage, Pride & Madness (1994)
- Save Me (1994)
- Ebbtide (1994)
- OP Center (1995)
- Her Deadly Rival (1995)
- Badge of Betrayal (1997)
- Night Sins (1997)
- Ink (1997)
- Remember WENN (1997)
- The Nanny (1997)
- Allie & Me (1997)
- Like Father, Like Santa (1998)
- Stranger in Town (1998)
- The Outer Limits (1998)
- Frogs for Snakes (1998)
- The Hunted (1998)
- Silent Predators (1999)
- Movie Stars (1999-2000)
- Quarantine (2000)
- Perfume (2001)
- Touched by an Angel (2001)
- Bratty Babies (2001)
- Sex, Lies & Obsession (2001)
- Shoot or Be Shot (2002)
- Disappearance (2002)
- L.A. Lay: The Movie (2002)
- Strange Hearts (2002)
- 1-800-Missing (2003)
- Hot Properties (2005)
- Veronica Mars (2004-2006)
- God of War II (2007)
- Dancing with the Stars (2006)
- Lei & Ordem (2008)
- Strange Wilderness (2008)
- Harper's Island (2009)
- You Lucky Dog (2010)
- Army Wives (2010-2011)
- Franklin & Bash (2011)
- Curb Your Enthusiasm (2011)
- Shadow of Fear (2012)
- Holiday High School Reunion (2012)
- Immogrant (2013)
- Shameless (2012-2013)
- The Fourth Noble Truth (2014)
- Mad Men (2013-2014)
- Rush (2014)
- Law & Order: Special Victims Unit (2014)
- Salem Rogers (2015)
- Glee (2015)
- Bleeding Heart (2015)
- The Meddler (2015)
- Mom (2016)
- Director's Cut (2016)
- Rebirth (2016)
- The Bronx Bull (2016)
- The Unattainable Story (2017)
- Shooter (2017)
- Graves (2017)
- Law & Order True Crime (2017)
- Shooter (2017-2018)
- No Alternative (2018)
- Angie Tribeca (2018)
- Defrost: The Virtual Series (2019)